# Diadegma neocerophagum
Diadegma neocerophagum là một loài tò vò trong họ Ichneumonidae.